# Hirschwang an der Rax
Hirschwang an der Rax ist eine Ortschaft und als Hirschwang eine Katastralgemeinde der Gemeinde Reichenau an der Rax im Bezirk Neunkirchen in Niederösterreich.

## Geografie
Der Ort am Ausgang des von der Schwarza durchflossenen Höllentales und am Fuß der Rax befindet sich am Beginn einer Schotterfläche, die sich bis ins Wiener Becken erstreckt. Er ist von der Höllental Straße erschlossen, weiters von der Höllentalbahn, die als Museumsbahn betrieben wird, und etwas westlich des Ortes liegt die Talstation der Raxseilbahn. Auch die I. Wiener Hochquellenleitung führt hindurch.

## Geschichte

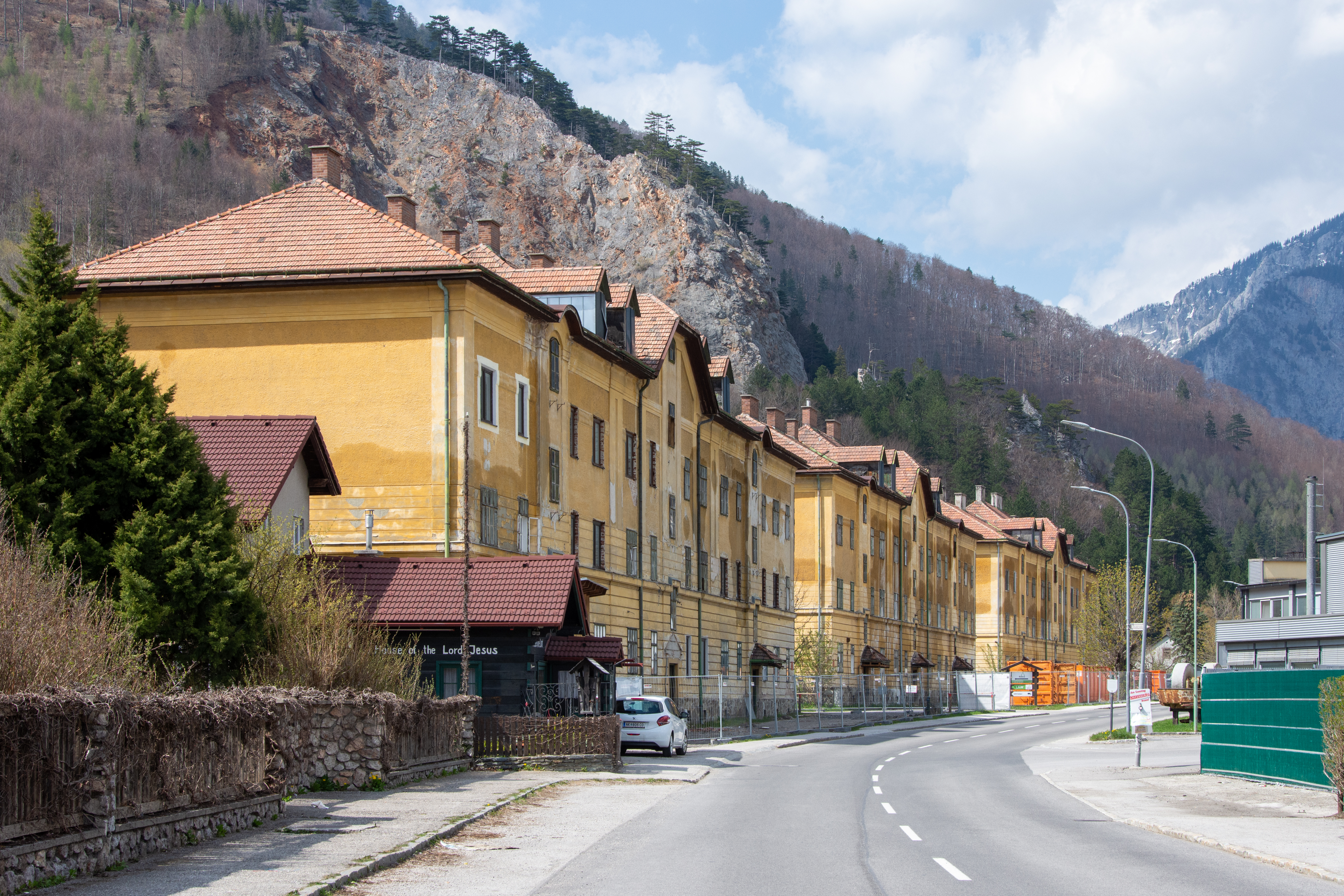
Ehemalige Arbeiterwohnhäuser bei der Kartonagenfabrik kurz vor ihrem Abriss (2021)

Bei Thonberg konnte ein frühzeitlicher Kupferbergbau festgestellt werden. Die Gewinnung von Erzen hat im Bereich von Knappenberg Tradition bis ins frühe Mittelalter und wurde ab dem frühen 18. Jahrhundert intensiviert. 1750 wurde in Hirschwang das erste Hammerwerk errichtet. 1783 erfolgte die erste Holztrift auf der Schwarza nach Hirschwang.
1845 wurde in Hirschwang eine Gussstahlhütte errichtet, ab 1888 wird seitens des Betreibers, Fa. Schoeller abgesiedelt. Das Hirschwanger Werk wird 1893 zu einer Kartonfabrik, die sich zu einer bedeutenden Kartonfabrik in der Monarchie entwickelt. 1920 wird die Fabrik verkauft, ab 1974 gehört sie zu Mayr-Melnhof Karton (MMK; Hauptstandort: Frohnleiten). MMK kündigte am 8. September 2020 an, die Kartonproduktion (etwa 150 Mitarbeiter) im 4. Quartal 2020 zu schließen, die Faltschachtelherstellung im selben Werk jedoch weiterzuführen.
Hirschwang zählte zur Herrschaft Reichenau, die seit der ersten Hälfte des 14. Jahrhunderts für etwa 450 Jahre im Besitz des Stifts Neuberg in Neuberg an der Mürz war. Mit der Industrialisierung im 18. Jahrhundert und der Ansiedlung von eisenverarbeitenden Betrieben erlebte Hirschwang einen Aufschwung. Im Jahr begann das Stift mit dem Abbau von zum Eisenerz und 1716 mit der Verhüttung. Diese wurde ab den 1780er Jahren von der Innerberger Hauptgewerkschaft weitergeführt wurde. Um 1750 entstand in Hirschwang das erste Hammerwerk, in den folgenden Jahrzehnten folgten Arbeiterwohnhäuser und weitere Hammerwerke sowie eine Trift auf der Schwarza. Durch die von Georg Huebmer entwickelte Holzbringungstechnik durch das Höllental konnte nun auch das Holz westlich der Rax für die Kohlenerzeugung genutzt werden. Im Jahr 1783 erfolgte der erste Holztransport auf der Schwarza nach Hirschwang.
Bis in das 19. Jahrhundert florierte die Eisenverarbeitung, jedoch war der Bergbau mit der Zeit erschöpft, wodurch die Betriebe ihre Werke talabwärts verlegten. Die Firma Schoeller eröffnete ein neues Stahlwerk in Ternitz, und in Hirschwang ließen sich andere Betriebe nieder. Erwähnenswert ist die Kartonagenfabrik, die 1893 in ihren Betrieb aufnahm und heute als Mayr-Melnhof Karton GmbH firmiert. Laut Adressbuch von Österreich waren im Jahr 1938 in Hirschwang zwei Bäcker, ein Buchhändler, zwei Fleischer, zwei Friseure, zwei Fuhrwerker, sieben Gastwirte, fünf Gemischtwarenhändler, ein Holzhändler, Obst- und Gemüsehändler, ein Schneider, zwei Schnittwarenhändler, ein Schuster, ein Tischler, drei Trafikanten und einige Landwirte ansässig. Weiters gab es die Ziag (Ziegelindustrie AG), die einen Steinbruch samt Kalkwerk und ein Bauunternehmen betrieb, dann die Papierfabrik Neusiedler AG, die auch ein Elektrizitätswerk und eine Holzschleiferei betrieb, ein Kino, einen Konsumverein und zwei Sägewerke.
Die Stadt Wien betrieb bis Ende 2016 in Hirschwang ein eigenes Sägewerk.

## Sehenswürdigkeiten
- Henriettenkapelle, von Richard von Schoeller zum Gedenken an seine Schwiegermutter errichtet

## Persönlichkeiten
- Margarete Jessernigg (1907–1944), österreichische kommunistische Widerstandskämpferin